# インセスティサイド
『インセスティサイド』 (Incesticide) は、ニルヴァーナのコンピレーション・アルバム。

## 概要
ニルヴァーナの主にインディーズ時代のシングル、B面曲、未発表曲やカバー曲などを集めた企画盤。
元々は、『ネヴァーマインド』の大成功で味を占めた発売元のレコード会社ゲフィンが、なかなか次のアルバムをリリースしようとしないバンドに業を煮やし、リスナーの興味を惹きつけたままにしておくために製作・発売されたものである。
次のアルバムへの「つなぎ」程度の意味で製作されたので収録曲は雑多であるが、「ポーリー」のパンクヴァージョンなど、よりパンクから影響を受けた面が窺える。
ジャケットは、ボーカルのカート・コバーンによってデザインされたもので、人体に模して巧妙にカモフラージュしてあるが、女性器を意味する英単語「cunt」が刻まれている。赤い花はケシの花。

## 収録曲
1. ダイヴ "Dive" - 3:55
2. スリヴァー "Sliver" - 2:16
3. ステイン "Stain" - 2:40
4. ビーン・ア・サン "Been a Son" - 1:55
5. ターンアラウンド "Turnaround" - 2:19 （ディーヴォのカバー）
6. モリーズ・リップス "Molly's Lips" - 1:54 （ヴァセリンズのカバー）
7. サン・オブ・ア・ガン "Son of a Gun" - 2:48 （ヴァセリンズのカバー）
8. （ニューウェイブ）ポーリー "(New Wave) Polly" - 1:47
9. ビーズワックス "Beeswax" - 2:50
10. ダウナー "Downer" - 1:43
11. メキシカン・シーフード "Mexican Seafood" - 1:55
12. ヘアスプレー・クイーン "Hairspray Queen" - 4:13
13. エアロ・ツェッペリン "Aero Zeppelin" - 4:41
14. ビッグ・ロング・ナウ "Big Long Now" - 5:03
15. アニューリズム "Aneurysm" - 4:36

## チャート
| チャート (1992-93年)                           | 最高位 |
| ---------------------------------------------- | ------ |
| オーストラリア (ARIA)                          | 22     |
| オーストラリア アルタナティヴ・アルバム (ARIA) | 1      |
| オーストリア (Ö3 Austria)                      | 10     |
| カナダ (RPM)                                   | 21     |
| カナダ アルバム小売 (The Record)               | 17     |
| ヨーロッパ (Music & Media)                     | 17     |
| オランダ (MegaCharts)                          | 31     |
| フィンランド (The Official Finnish Charts)     | 16     |
| フランス SNEP)                                 | 28     |
| ドイツ (Offizielle Top 100)                    | 40     |
| 日本 (オリコン)                                | 50     |
| ニュージーランド (RMNZ)                        | 23     |
| スウェーデン (Sverigetopplistan)               | 27     |
| スイス (Schweizer Hitparade)                   | 18     |
| UK アルバムズ (OCC)                            | 14     |
| UK ロック&メタル アルバムズ (CIN)              | 1      |
| US Billboard 200                               | 39     |

| チャート (1995年)                 | 最高位 |
| --------------------------------- | ------ |
| US Top Catalog Albums (Billboard) | 43     |

| チャート (2021年) | 最高位 |
| ----------------- | ------ |
| ギリシャ (IFPI)   | 6      |

| 国/地域                                             | 認定        | 認定/売上数 |
| --------------------------------------------------- | ----------- | ----------- |
| カナダ (Music Canada)                               | 2× Platinum | 200,000^    |
| フランス (SNEP)                                     | Gold        | 100,000*    |
| イギリス (BPI)                                      | Platinum    | 300,000*    |
| アメリカ合衆国 (RIAA)                               | Platinum    | 1,400,000   |
| * 認定のみに基づく売上数 ^ 認定のみに基づく出荷枚数 |             |             |